# Kristian Bang Foss
Kristian Bang Foss (* 27. Oktober 1977 in Kopenhagen, Dänemark) ist ein dänischer Schriftsteller.

## Leben
Kristian Bang Foss machte seinen Schulabschluss 1996 am Østre Borgerdyd Gymnasium. Anschließend begann er ein Studium der Mathematik und Physik an der Universität Kopenhagen, welches er allerdings zu Gunsten eines Studiums an der renommierten Forfatterskolen abbrach. Nach seinem Abschluss im Jahr 2003 debütierte er ein Jahr später mit seinem Roman Fiskens vindue als Schriftsteller.
Großen nationalen wie internationalen Erfolg hatte er 2012 mit seinem dritten Roman Døden kører Audi. Die Reisegeschichte über den gescheiterten Werbefachmann Asger, der sich als Pfleger des behinderten Waldemar verdient macht, wurde insbesondere für ihren Humor gelobt. Er erhielt eine Nominierung für den DR Romanpreis und wurde mit dem Literaturpreis der Europäischen Union sowie dem Jytte-Borberg-Preis ausgezeichnet. Außerdem wurde das Buch in mehrere Sprachen übersetzt, neben dem Norwegischen wurde es nach einer Übersetzung von Nina Hoyer unter dem deutschen Titel Der Tod fährt Audi 2014 beim Münchener Verlag Carl’s Books veröffentlicht. 2017 erhielt der Autor den Beatrice-Preis.

## Werke (Auswahl)
- Fiskens vindue (2004)
- Stormen i 99 (2008)
- Døden kører Audi (2012; Deutsch: Der Tod fährt Audi, München 2014, Carl’s Books, ISBN 978-3-570-58529-0)